# Рябцы (Черниговская область)
Ря́бцы (укр. Ря́бці) — село Черниговского района Черниговской области Украины. Население 241 человек.
Код КОАТУУ: 7425589304. Почтовый индекс: 15510. Телефонный код: +380 462.

## Власть
Орган местного самоуправления — Хмельницкий сельский совет. Почтовый адрес: 15510, Черниговская обл., Черниговский р-н, с. Хмельница, ул. Широкая, 1, тел. 68-76-31, 69-71-22, факс 687-631.